# 逆転写ポリメラーゼ連鎖反応
逆転写ポリメラーゼ連鎖反応（ぎゃくてんしゃポリメラーゼれんさはんのう、Reverse Transcription Polymerase Chain Reaction, RT-PCR）とは、RNA を鋳型に逆転写を行い、生成された cDNA に対して PCR を行う方法である。

## 概要
PCR法では鋳型となる DNA にプライマーを付着させ、DNAポリメラーゼによって目的のプライマー配列にはさまれる DNA を特異的に検出する。PCR法は DNA の検出に用いることは可能であるが、RNA の検出をすることができない。そこで、RNA を逆転写によって cDNA に変換し、その cDNA に対して PCR法を行う。
例えば、レトロウイルスなどの一部のウイルスは、RNA しかもっていない。このようなウイルスの感染を証明する場合、RT-PCR法を用いることになる。細胞内に存在する mRNA は DNA と比較すると非常に不安定な物質であり、−80 ℃ で凍結保存しても半減期が約半年と言われている。そのため、半永久的に mRNA 配列を保存する目的で RT-PCR を用いる場合もある。